# First Shift
First Shift es una película de drama criminal estadounidense de 2024 producida, escrita y dirigida por el cineasta alemán Uwe Boll. Sigue a un par de agentes de policía que poco coinciden (interpretados por Gino Anthony Pesi y Kristen Renton) durante su primer turno de 12 horas lidiando con crímenes violentos en la ciudad de Nueva York. James McMenamin, Daniel Sauli, Tamara Della Anderson, Brandi Bravo y Garry Pastore aparecen en papeles secundarios.
First Shift marca el regreso formal de Boll al cine después de al menos cinco años de pausa en la industria, tiempo durante el cual instaló un restaurante de lujo ahora desaparecido en Vancouver y dirigió un documental; como tal, es su primera película estadounidense desde Rampage: President Down. El rodaje de First Shift comenzó y finalizó en marzo de 2023, en locaciones de la ciudad de Nueva York. A pesar de los obstáculos legales sobre las acusaciones de prácticas laborales injustas cometidas en el set (que Boll negó), se estrenó en su Alemania natal en el Independent Days International Filmfest, el 10 de abril de 2024, y está programado para un estreno amplio en los Estados Unidos y Canadá en septiembre de 2024.

## Premisa
Ambientada en la ciudad de Nueva York, First Shift sigue a un veterano agente del Departamento de Policía de Nueva York de Brooklyn que acepta a regañadientes aceptar como compañera a una nueva mujer recluta de Atlanta. Pasan las siguientes 12 horas patrullando las peligrosas calles de la ciudad lidiando con crímenes violentos, uno de los cuales gira en torno a un asesinato por parte de una mafia que pone en peligro sus vidas.

## Reparto
- Gino Anthony Pesi como Deo Russo,[3] un oficial veterano de la policía de Nueva York con sede en Brooklyn que está acostumbrado a trabajar solo.[1]
- Kristen Renton como Angela Dutton,[3] una oficial novata de Atlanta que forma equipo con el reacio Russo.[1]
- James McMenamin como Paul [3]
- Daniel Sauli como Jack [3]
- Tamara della Anderson [3]
- Brandy Bravo [3]
- Garry Pastore [3]

## Producción y lanzamiento

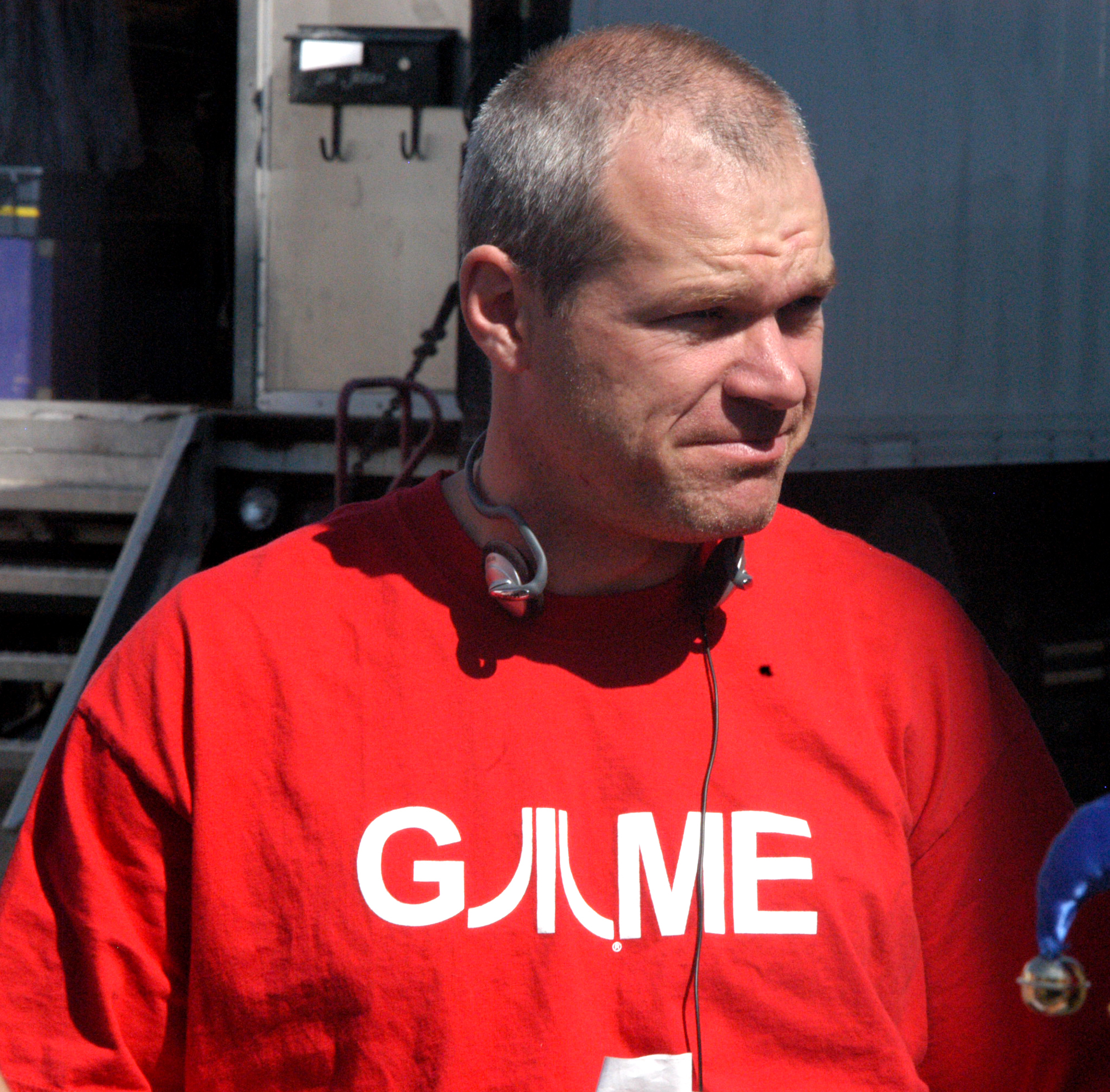
Uwe Böll en 2005.

El 16 de febrero de 2023, Variety informó que el cineasta alemán Uwe Boll comenzaría la fotografía principal de First Shift en marzo, un drama criminal que describió como su primer largometraje en al menos cinco años, desde Rampage: President Down. Un artículo de The Hollywood Reporter del 31 de marzo de 2023 anunció que Boll había terminado de filmar en la ciudad de Nueva York y había entrado en la posproducción en Los Ángeles, California. Variety y THR declararon respectivamente que First Shift marcó el regreso formal de Boll al cine después de breves períodos como restaurador y documentalista: después de President Down, hizo una pausa para establecer un restaurante de lujo en Vancouver (ahora desaparecido), así como dirigir una documental alemán de bajo presupuesto sobre los tiroteos de Hanau. Variety señaló que First Shift era uno de los tres proyectos que Boll había programado para producción desde su regreso, destinados a ser filmados antes de «un thriller ambientado en Sudáfrica» y una película biográfica de Eliot Ness. La película seguiría a «dos policías de la ciudad de Nueva York que no coinciden en su primer día como socios», con Gino Anthony Pesi y Kristen Renton como policías. THR dijo que First Shift sería una manifestación de su «lado más amable y gentil» como director: Boll la ha descrito como la película menos violenta de su trabajo. También sintió la necesidad de incluir una trama secundaria que girase en torno a un perro perdido (interpretado por el perro mascota de Pesi, Tango), debido a la falta de una «película para sentirse bien» en ese momento.
THR informó que la Alianza Internacional de Empleados de Escenarios Teatrales (IATSE) había presentado una queja ante la Junta Nacional de Relaciones del Trabajo (NLRB) contra el productor técnico Ari Taub y su estudio Hit and Run Productions por supuestas prácticas laborales injustas en el set de la película. Los querellantes, que comprendían un pequeño grupo de miembros del equipo, alegaron que los productores los habían intimidado para que no participaran en una huelga en un esfuerzo por sindicalizar la película, en contra de las disposiciones de la NLRB. Uno de los denunciantes alegó que Taub había traído una pistola de utilería al set, para sorpresa de los miembros del equipo que pensaban que nunca formó parte del rodaje, pero, según los informes, esto «terminó sin incidentes». Tanto Boll como Taub negaron las acusaciones, Boll las calificó de «completamente infundadas» y Taub amenazó con contrademandar. Boll argumentó que las acusaciones eran intentos maliciosos por parte de miembros del equipo descontentos de arruinarlo a él y a su película después de que no se cumplieron sus demandas de convertirla en una producción sindical. Al cuestionar el presunto incidente con armas de utilería, Boll dijo que él «juraba» por las «pistolas de goma», tracas y los disparos añadidos digitalmente, en parte como resultado del incidente en el plató de Rust que causó la muerte de la directora de fotografía Halyna Hutchins; así lo confirmó su productor ejecutivo alemán Michael Roesch. Además, Boll dijo que PETA se puso en contacto con él por una queja de una fuente anónima de que el perro de Gino Anthony Pesi no fue atendido durante el rodaje, lo que Pesi desestimó como una mentira destinada a ser un último esfuerzo de los denunciantes para arruinar la película de Boll, después de no haberlo extorsionado para que la sindicalizara. Kristen Renton también defendió a Boll de las acusaciones.
Variety informó el 30 de octubre de 2023 que Quiver Distribution se había asegurado los derechos de distribución de la película para los mercados estadounidense y canadiense y «territorios internacionales seleccionados» cuando Kinostar (que se encarga de sus ventas internacionales) la presentaba en el American Film Market (AFM)). La película se estrenó en Alemania en el Independent Days International Filmfest, el 10 de abril de 2024; su lanzamiento general está previsto en los Estados Unidos y Canadá en septiembre de 2024.